# Vatikanischer Hügel
Der Vatikanische Hügel (lateinisch mons Vaticanus, italienisch colle Vaticano) ist ein vor allem aus Tuffstein bestehender Hügel in der nach ihm benannten Vatikanstadt, der sich in der Nähe des rechten Tiberufers befindet. Seine Höhe beträgt 75 Meter, damit ist der Hügel die höchste Erhebung in der Vatikanstadt.

## Antike und frühes Mittelalter
Die Ebene zu Füßen des Hügels (zwischen Monte Mario im Norden und dem Gianicolo im Süden) wurde in der Antike als ager vaticanus („vatikanisches Feld“) bezeichnet. In republikanischer Zeit wurden dort Sommervillen errichtet.
Nachdem der Kult der Großen Mutter Kybele im Jahr 204 v. Chr. in Rom eingeführt worden war, entstand auf dem mons Vaticanus ein Heiligtum des Kybele- und Attiskultes, das sog. Phrygianum. Für eine gewisse zentrale Stellung im Kybele-Kult spricht, dass auch Gemeinden außerhalb Roms ihr Heiligtum als mons Vaticanus bezeichnen konnten. So berichtet eine auf den 23. August 236 datierte Inschrift aus Mainz-Kastel, dass die Kultgenossenschaft der „Speerträger“ der Mattiaker den „aus Altersschwäche zusammengebrochenen mons Vaticanus“ zu Ehren der Göttin Bellona (= Kybele) wiederhergestellt hatte. Es wird vermutet, dass der mons Vaticanus sowohl in Mainz-Kastel als auch in Rom ein Grottenheiligtum war. Möglicherweise befand sich ein solches Grottenheiligtum unter dem jetzigen Petersdom, denn bei der Erweiterung dieser Kirche in den Jahren 1608/09 tauchte eine Reihe schön gearbeiteter Altäre des Kybele- und Attiskultes aus der Erde auf, die heute im Vatikanischen Museum zu besichtigen sind.
Kaiser Caligula ließ am südlichen Abhang des Vatikanischen Hügels, außerhalb der damaligen Stadtmauer, einen Circus erbauen. Der Überlieferung nach erlitt dort Petrus im Jahr 64 oder 67 unter Kaiser Nero den Märtyrertod. Er wurde in einem Gräberfeld nördlich des Circus begraben (in dem neben Christen auch Heiden und Juden bestattet wurden). Ein Teil des Hügels wurde unter Konstantin abgetragen, um die erste Petersbasilika über dem vermuteten Grab des Apostels zu errichten (326). Teile dieses antiken Gräberfeldes bilden die Vatikanische Nekropole unterhalb des Petersdoms. Der Vatikan wurde damit zum zentralen Wallfahrtsort der Petrusverehrung. In den folgenden Jahrhunderten entstanden weitere Gebäude auf dem Hügel, vor allem so genannte scholae, die Wallfahrern verschiedener Nationalitäten Unterkünfte, Kapellen und Friedhöfe boten, aber auch über Wehranlagen verfügten. Unter Leo IV. wurden in der Mitte des 9. Jahrhunderts größere Befestigungen um den gesamten Wallfahrtsort errichtet (darunter die teilweise bis heute erhaltene Leoninische Mauer).

## Spätes Mittelalter und Neuzeit
Zum Sitz des Papstes und der Verwaltung der Kurie wurde der Vatikan erst am Ende des 14. Jahrhunderts, als die Päpste nach dem Schisma aus dem Exil in Avignon zurückkehrten. Zuvor residierten die Päpste im Lateran-Palast.
Heute befinden sich am Hügel die Vatikanischen Museen, die Vatikanischen Gärten sowie der Papstpalast. Die gesamte Hügelkuppe ist von Mauern umgeben und bildet das Territorium des unabhängigen Staates der Vatikanstadt.